# Barrage de Taksebt
Le barrage de Taksebt, situé en Kabylie dans la wilaya de Tizi-Ouzou (Algérie), au niveau des communes d'Irdjen et Beni Aïssi, est un barrage de type remblai. Construit sur la rivière Takhoukht, affluent de l'oued Aissi, entre 1993 et 2002, il est d'une hauteur de 76 m et d'une capacité de 180 millions m3. Il est à l'origine de la formation d'un lac d'une longueur de 4 km.

## Histoire
Le barrage de Taksebt est construit par le groupement italien Astaldi Federici Todini (AFT) entre 1993 et 2002. 
Mis en eau au début de 2002, il est inauguré le 5 juillet 2007 par le ministre des Ressources en eau, Abdelmalek Sellal.

## Description

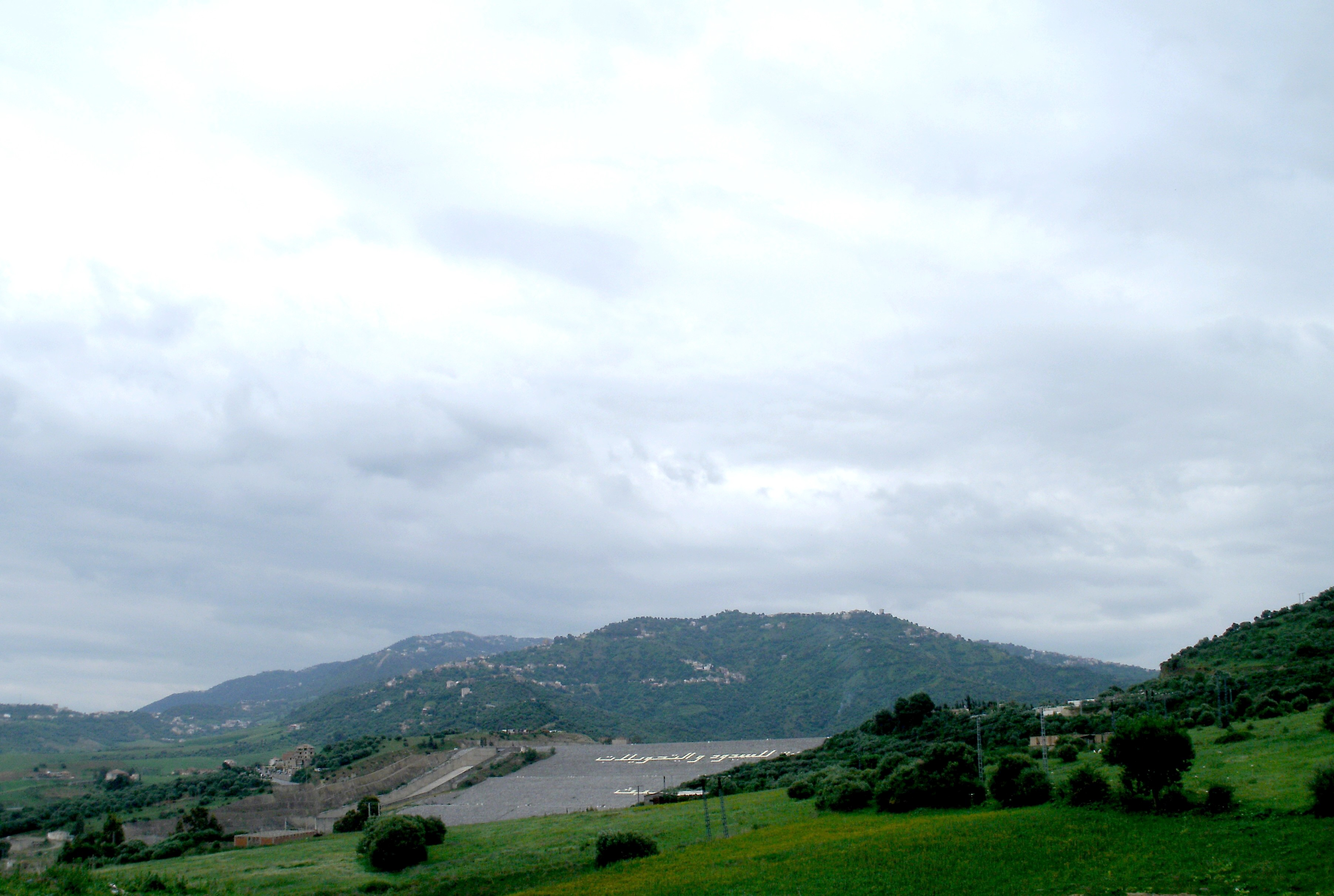
Vue de la digue du barrage de Taksebt

Le barrage de Taksebt est de type remblai en alluvion silto-graveleuses avec 
étanchéité par noyau constitué d’argilites dégradées[pas clair].
Il mesure 76 mètres en hauteur, 515 mètres en longueur de crête et retient un volume d'eau de 180 millions m3.
Il comprend une station de traitement, une station de pompage et des tunnels dont une canalisation de 95 km[pas clair] pour permettre le transfert de 180 millions m3 par an.
Il a une capacité de stockage de 180 millions de mètres cubes. 

## Usage
Ce barrage alimente en eau la wilaya de Tizi Ouzou à raison de 20 000 m3 par jour, ainsi que les wilayas d'Alger et de Boumerdès.